# Avers, Graubünden

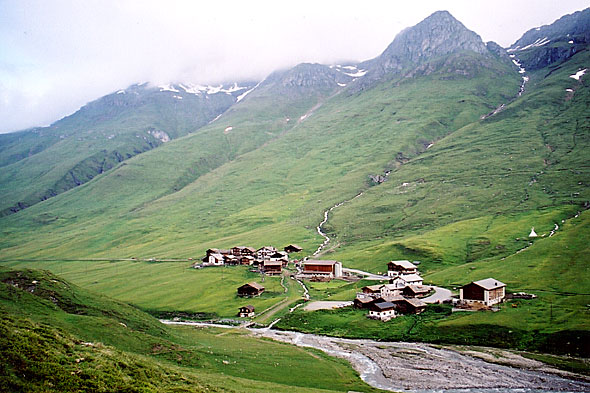
Juf, med cirka 30 invånare

Avers (rätoromanska: Avras) är en kommun i regionen Viamala i kantonen Graubünden, Schweiz. Kommunen har 168 invånare (2023). Den omfattar huvudsakligen dalgången runt floden Averserrheins övre lopp, ett av Rhens källflöden. 
Huvudort är byn Cresta. Högst upp i dalen ligger Juf, Europas högst belägna åretruntbebodda plats (2 126 meter över havet). Övriga byar i kommunen är Campsut, Cröt, Pürt, Am Bach, Juppa och Podestatsch Hus.

## Historik
Avers utgjorde under medeltiden ett feodalt län som 1367 anslöt sig till Gotteshausbund, och därmed kom att bli en del av nuvarande Graubünden. Där utgjorde det ett eget tingslag, (ungefärligen motsvarande ett svenskt härad). 
1851 blev Avers en krets (kantonens till befolkningen minsta, omfattande en enda kommun), i distriktet Hinterrhein. Från och med 2016 ingår den i region Viamala, och från samma år är kretsarnas politiska funktion i Graubünden avskaffade och kvarstår endast som valkretsar.

## Språk
Dalen bebyggdes ursprungligen av rätoromaner, troligen under 1000-talet. Vid 1200-talets slut började walser flytta in och dominerade inom ett sekel området, så att tyska språket sedan dess är allenarådande.

## Religion
Den katolska läran övergavs omkring 1525-30, och kyrkan är sedan dess reformert.

## Utbildning
Avers har en egen låg- och mellanstadieskola, medan högstadieeleverna går i skola i Zillis.